# Ctenophthalmus dagestanicus
Ctenophthalmus dagestanicus är en loppart som beskrevs av Rostigayev 1967. Ctenophthalmus dagestanicus ingår i släktet Ctenophthalmus och familjen mullvadsloppor. Inga underarter finns listade i Catalogue of Life.